# Dormir Contigo
Dormir Contigo (français : Dormir avec toi) est une chanson écrite par Armando Manzanero et produite et interprétée par le chanteur mexicain Luis Miguel. La chanson est une ballade pop dans laquelle le protagoniste exprime la joie de coucher avec sa partenaire. Elle est sortie en janvier 2000 en tant que troisième single de l'album « Amarte es un placer. Le titre a atteint la 11e place du Billboard Hot Latin Songs chart aux États-Unis et la 2e place du Latin Pop Songs chart.
Le titre a reçu des critiques positives de la part des critiques musicaux qui le considèrent comme l'un des meilleurs morceaux de l'album. Manzanero a reçu un BMI Latin Award pour ce titre en 2000. Un vidéoclip promotionnel pour a été publié et présente Miguel interprétant la chanson en direct lors de la première étape de sa tournée Amarte Es Un Placer en 1999.

## Contexte et composition
En 1997, Luis Miguel a sorti son douzième album studio Romances, le troisième de sa série Romance sur lequel il reprend des boléros classiques d'Amérique latine. Il s'est vendu à plus de 4,5 millions d'exemplaires et a remporté le Grammy Award de la meilleure performance pop latine en 1998,. Pour promouvoir Romances, il a entamé une tournée de plus d'un an aux États-Unis, en Amérique latine et en Espagne. En 1998, Miguel était considéré comme l'artiste latin le plus populaire au niveau international et ses albums se sont vendus à plus de 35 millions d'exemplaires dans le monde entier. L'année suivante, Miguel a entamé une relation avec la chanteuse américaine Mariah Carey. Après une absence de deux ans sur la scène musicale, Miguel a annoncé le 19 juillet 1999 qu'il sortirait un nouvel album en septembre. Le même jour, il sort également le premier single de l'album « Sol, Arena y Mar ». Quatre versions du single ont été publiées, dont la version de l'album et trois remixes réalisés par Danny Saber. Il a déclaré que l'album à venir serait un retour à la pop, contrairement aux reprises de boléros qu'il avait enregistrées dans la série Romance. Il a également démenti les rumeurs selon lesquelles il prévoyait d'enregistrer un duo avec Carey. Le titre définitif de l'album, « Amarte es un placer », a été annoncé le 17 août 1999.
Miguel a confirmé qu'il s'agissait du premier album où il était plus impliqué dans la composition des morceaux. Outre le fait qu'il a co-écrit plusieurs des morceaux du disque, il a été assisté par d'autres compositeurs, dont Armando Manzanero, Juan Carlos Calderón et Arturo Perez,. L'enregistrement a eu lieu aux studios A&M (en), Cello Studios (en), Ocean Way Recording, Watersound, et Record Plant à Hollywood, en Californie, Miguel s'occupant lui-même de la production,.
Dormir Contigo est une ballade pop composée par Manzanero. Dans les paroles, le protagoniste décrit la joie de coucher avec son amante. D'après Manzanero, c'est l'une de ses deux chansons préférées qu'il a composée pour Miguel (l'autre étant Por debajo de la mesa). Elle est sortie en janvier 2000 en tant que troisième single de l'album Amarte es un placer. Miguel a interprété la chanson en direct lors de la première étape de sa tournée Amarte Es Un Placer en 1999. L'interprétation de la chanson par Miguel pendant la tournée a été publiée sous forme de vidéo promotionnelle.

## Accueil
Leila Cobo du Miami Herald a qualifié la chanson « Dormir Contigo de « magnifique » et a mentionné qu'elle contient « certaines des quelques paroles mémorables » de Amarte es un placer. Le rédacteur en chef du Dallas Morning News, Mario Tarradell, a considéré le morceau comme l'une des « ballades sensuelles et solennelles » de l'album. De même, John Lannert du magazine Billboard a trouvé que le titre est l'une des « paires de ballades romantiques émouvantes » (l'autre étant Soy Yo que Manzanero a également composée). Richard Torres de Newsday a cité la ballade comme l'un des meilleurs morceaux du disque. Le titre a été reconnu comme l'une des meilleures chansons latines de l'année lors des BMI Latin Awards en 2002.
Aux États-Unis, Dormir Contigo a fait ses débuts à la 16e place du palmarès Billboard Hot Latin Songs dans la semaine du 1er janvier 2000. Il a atteint son apogée à la 11e place cinq semaines plus tard|. Le titre a également atteint la deuxième place du classement des Latin Pop Songs (la première place était occupée par la chanson Desnuda de Ricardo Arjona).

## Classements
| Hitparade (1999)                       | Meilleur classement | Réf.   |
| -------------------------------------- | ------------------- | ------ |
| États-Unis Billboard Hot Latin Songs   | 11                  | [ 20 ] |
| États-Unis Billboard Latin Pop Airplay | 2                   | [ 21 ] |

## Personnel
Crédits adaptés de la pochette CD de Amarte es un placer.
- Luis Miguel – production et chant
- Armando Manzanero – paroles et musique
- Bill Ross – arrangements
- Fransisco Loyo – arrangements rythmiques